# Chinese Taishan
« Grand Voyager » redirige ici.  Pour le monospace de Chrysler, voir Chrysler Voyager.
Le Chinese Taishan est un navire de croisière appartenant depuis mars 2014 à la compagnie Bohai Ferry. Il appartenait précédemment à la compagnie Costa Croisières de 2011 à 2014. Il fut construit sur le chantier naval allemand Blohm & Voss de Hambourg pour la Royal Olympic Cruises.

## Histoire
Le Grand Voyager est le premier navire de croisière de classe Olympic acquis par cette compagnie. Il portait le nom d’Olympic Voyager construit, comme son sister-ship l’Olympic Explorer pour la Royal Olympic Cruises.

Il a été acquis, par vente aux enchères, lors de la liquidation de cet opérateur.
À l'origine ce sont deux coques de Frégates pour la Marine Militaire Grecque qui ont été construites. À la suite des fortes restrictions budgétaires de ce pays, le projet n'a pas vu le jour, et les coques sont restées inachevées jusqu'à leur reprise et conversion en navires à passagers.
En novembre 2011 il entre dans la flotte de Costa Croisières sous le nom de Costa Voyager.
Il est alors loué régulièrement à TAAJ Croisière, un affréteur Français, qui organise des croisières en Europe pour une clientèle exclusivement française. Le navire est pour l'occasion entièrement redécoré, des spectacles de jets d'eau, de cirque et de magies sont organisés le soir sur le pont arrière.
En novembre 2013, Costa Croisières, dont la Flotte se compose de grosses unités (plus de 1 000 cabines par navire), décide d'arréter son exploitation, et le propose à la vente.
En février 2014 le navire est vendu à la société Bohai Ferry et renommé Chinese Taishan.